# Marco Righetto
Marco Righetto (Camposampiero, 25 november 1980) is een voormalig Italiaans wielrenner die in het verleden twee seizoenen uitkwam voor Liquigas.

## Overwinningen
2003
- 5e etappe, deel B, Ronde van Veneto

## Resultaten in voornaamste wedstrijden
| Jaar | Gent-Wevelgem | Amstel Gold Race | Parijs-Brussel |
| ---- | ------------- | ---------------- | -------------- |
| 2005 |               | 100e             |                |
| 2006 | 86e           |                  | 18e            |

Albasini ·
Andriotto · 
Bäckstedt · 
Calcagni ·
Carlström · 
Cioni ·
Cipollini (tot 30/04) ·
Colli ·
Di Luca ·
Garzelli ·
Gasparotto ·
Gerosa ·  
Ljungqvist ·
Loda · 
Mason · 
Miholjević ·
Milesi ·
Miorin ·  
Mugerli ·
Noè ·
Pagliarini ·
Pellizotti ·
Righetto ·
Sironi ·
Wegelius ·
Zanotti ·
Capecchi (stagiair) ·
Da Dalto (stagiair) ·
Di Lorenzo (stagiair)
Albasini ·
Andriotto · 
Bäckstedt · 
Calcagni ·
Capecchi ·
Carlström · 
Cioni ·
Colli ·
Curtolo ·
Da Dalto ·
Di Luca ·
Failli ·
Garzelli ·
Gasparotto ·
Kreuziger ·  
Loda · 
Miholjević ·
Milesi ·
Mugerli ·
Nibali ·  
Noè ·
Paolini ·
Pellizotti ·
Quinziato ·
Righetto ·
Spezialetti ·
Wegelius ·
Zanini ·
Basso (stagiair) ·
Fornasier (stagiair) 